# Olivenebula monticola
Olivenebula monticola är en fjärilsart som beskrevs av Kishida och Yoshimoto 1977. Olivenebula monticola ingår i släktet Olivenebula och familjen nattflyn. Inga underarter finns listade i Catalogue of Life.

## Bildgalleri

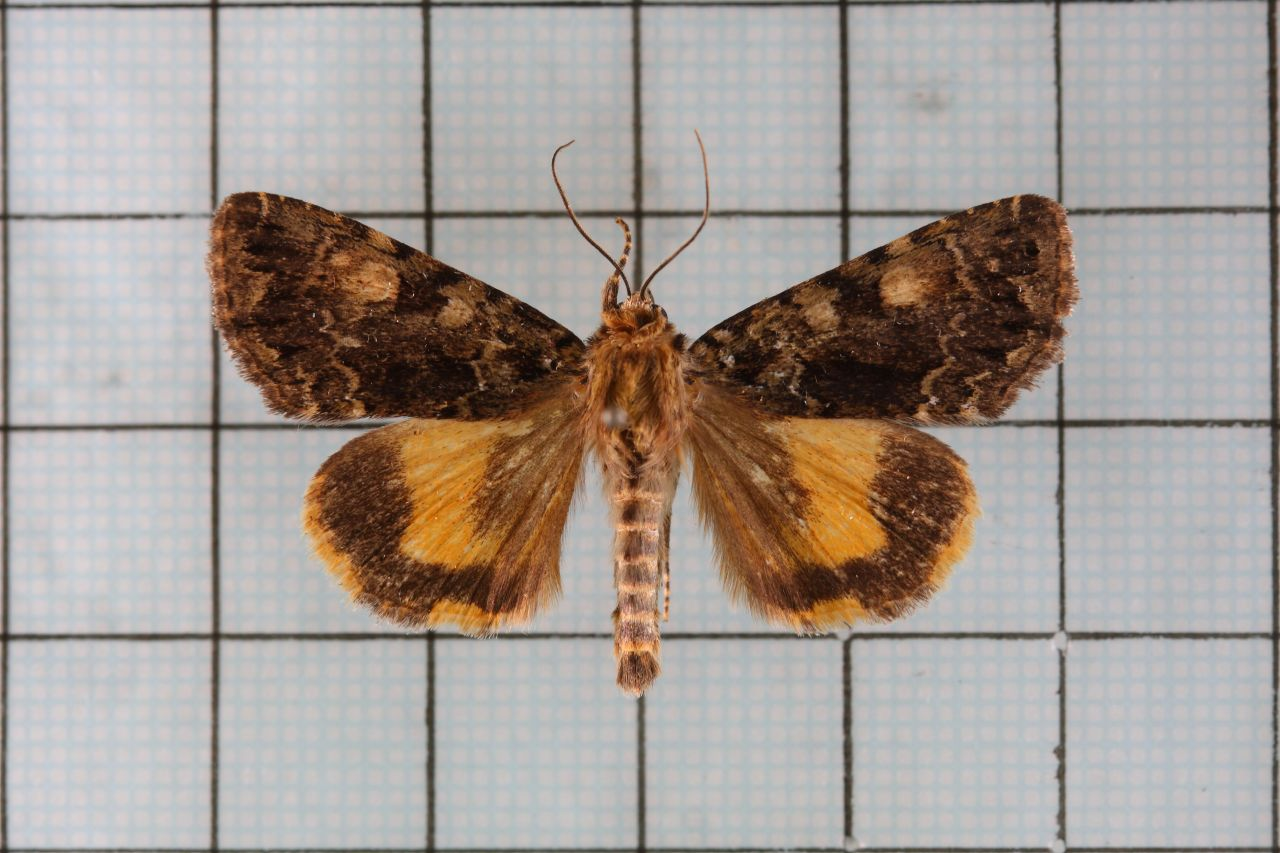
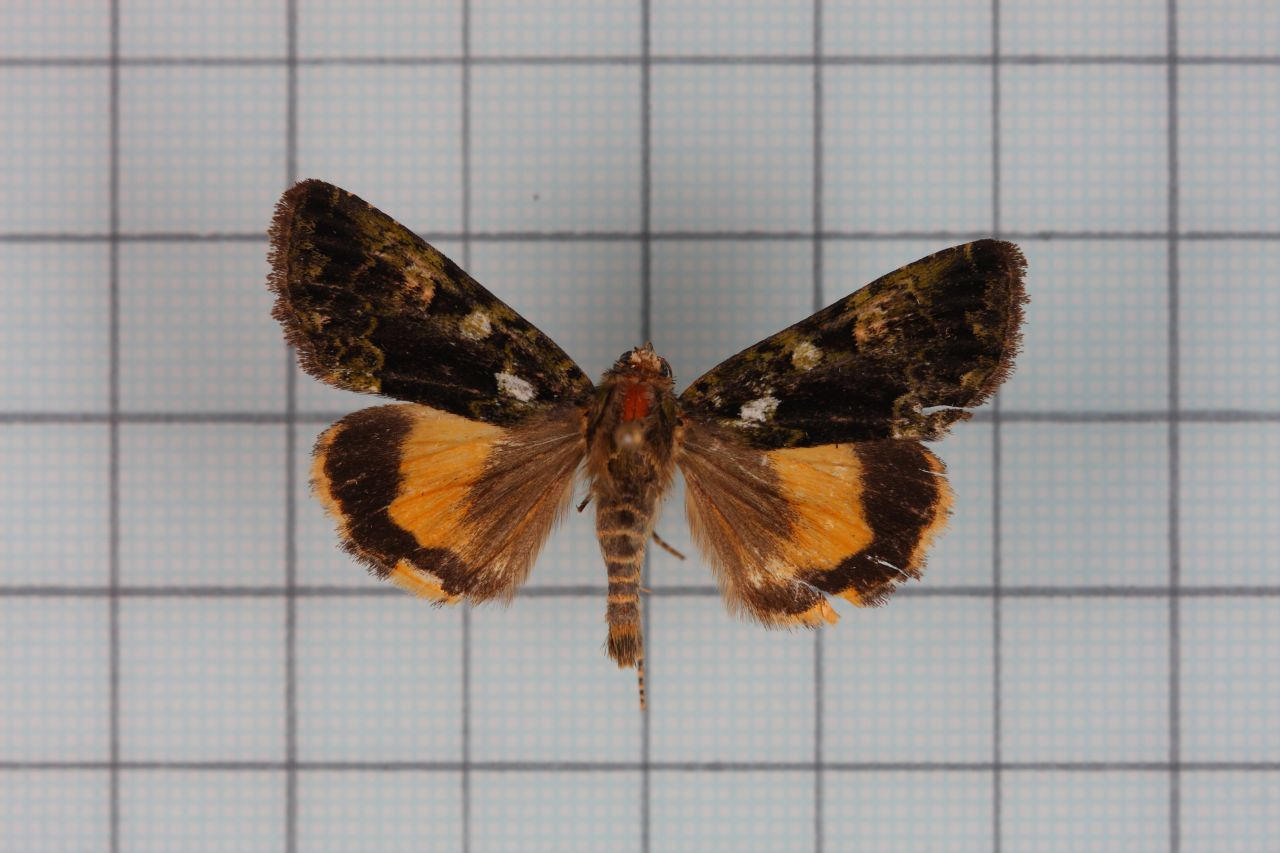
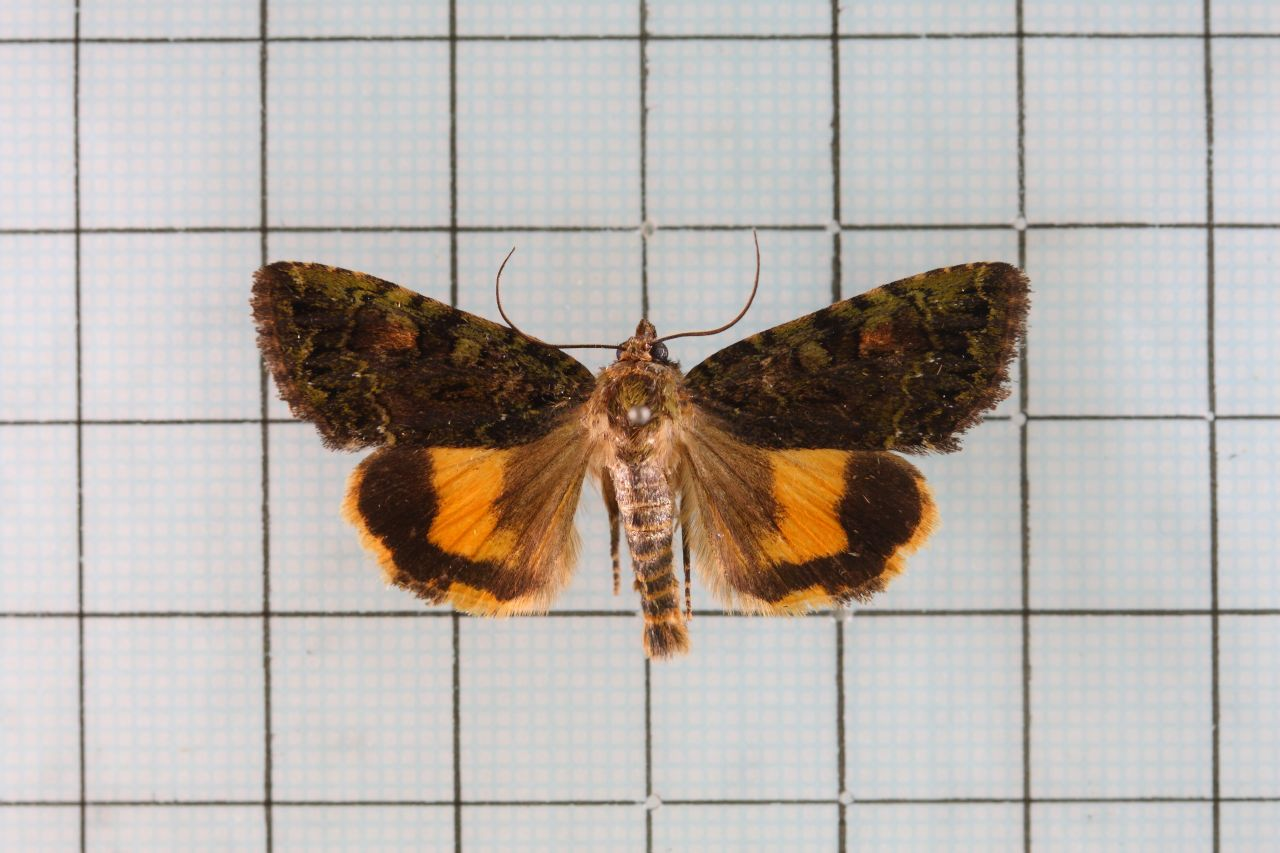